# 巴托尼泰赖涅区
巴托尼泰赖涅区（匈牙利語：Bátonyterenyei járás），是匈牙利诺格拉德州的一个区，总面积215.45平方公里，总人口21,789人（2011年），人口密度101人/平方公里。中心城市为巴托尼泰赖涅。

## 市镇
巴托尼泰赖涅区包含一个城镇和7个村庄。